# Tebaldo I di Navarra

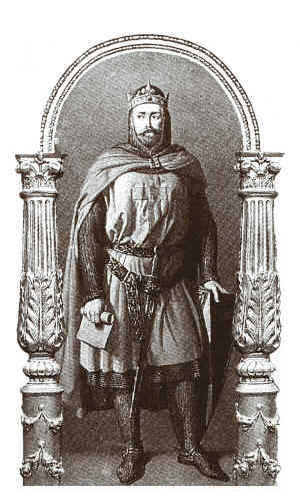
Tebaldo I di Navarra

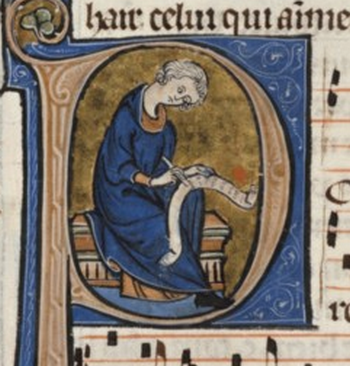
Miniatura di Tebaldo I di Navarra

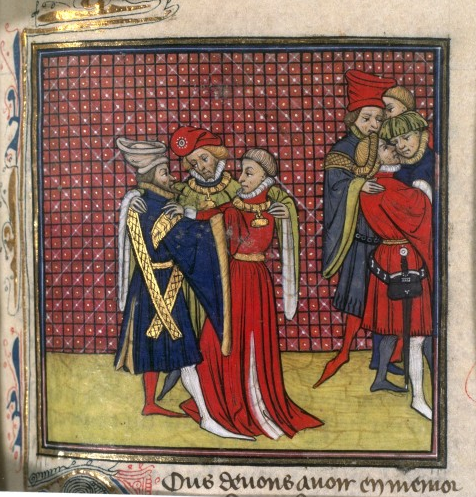
Miniatura con Tebaldo I di Navarra, Pietro Mauclerc e Ugo X di Lusignano

Tebaldo (Tibaldo o Teobaldo) di Champagne, detto il Postumo ed il Trovatore (Thibaut, in francese) (Troyes, 30 maggio 1201 – Pamplona, 8 luglio 1253), fu conte di Champagne (Tebaldo IV di Champagne) dal 1201 e re di Navarra (Tebaldo I di Navarra) dal 1234 fino alla sua morte.

## Origine
Tebaldo, secondo Les chansons de Thibaut de Champagne, roi de Navarre. Édition critique publiée par A. Wallensköld era l'unico figlio maschio del conte di Champagne, Tebaldo III e di Bianca di Navarra, che secondo il Nobiliario de D. Pedro Conde de Barcelos hijo del Rey D. Dionis de Portugal era figlia del re di Navarra Sancho VI il Saggio e Sancha di Castiglia, figlia del re di León e Castiglia, Alfonso VII e di Berenguela di Barcellona.

Secondo la Chronica Albrici Monachi Trium Fontium, Tebaldo III era il figlio maschio secondogenito del conte di Champagne (conte di Troyes e conte di Meaux) e di Brie, Enrico I il Liberale e di Maria di Francia, che, sia secondo il cronista e monaco benedettino inglese, Matteo di Parigi, che secondo la Chronica Albrici Monachi Trium Fontium, Maria era la figlia primogenita di Luigi VII, detto il Giovane, re di Francia, e della duchessa d'Aquitania e Guascogna e contessa di Poitiers, Eleonora d'Aquitania, che, ancora secondo la Chronica Albrici Monachi Trium Fontium, era la figlia primogenita del duca di Aquitania, duca di Guascogna e conte di Poitiers, Guglielmo X il Tolosano e della sua prima moglie, Aénor di Châtellerault († dopo il 1130), figlia del visconte Americo I di Châtellerault e della Maubergeon, che al momento della sua nascita era l'amante di suo nonno Guglielmo IX il Trovatore.

## Biografia
Tebaldo nacque a Troyes, postumo, circa sei giorni dopo la morte del padre, come riporta Goffredo di Villehardouin, nel suo Memoirs or Chronicle of The Fourth Crusade and The Conquest of Constantinople, riferendosi a Bianca di Navarra (was about to bear a son); questa circostanza portò in seguito a dubitare della paternità di tebaldo come riporta Henri d'Arbois de Jubainville, nel suo Histoire des ducs et des comtes de Champagne.
L'anno prima suo padre Tebaldo III era stato designato a capo della quarta crociata, ma, mentre stava preparando la spedizione in Terra santa, il 24 maggio del 1201, morì improvvisamente nel suo palazzo di Troyes.
In seguito alla morte di suo padre, Tebaldo divenne quindi subito conte di Champagne (Tebaldo IV), sotto la reggenza della madre, Bianca di Navarra che governò sino al compimento del ventunesimo anno di età del figlio, nel 1222.
Il re di Francia Filippo Augusto fu suo padrino e, secondo la Gran enciclopedia catalana, lo portò, per la sua educazione, alla corte di Parigi, dove fu affidato alle cure di Bianca di Castiglia, moglie dell'erede al trono, il futuro Luigi VIII, e cugina di sua madre.
Il titolo di conte di Champagne, però, fu in un secondo tempo contestato dalle figlie del fratello di suo padre, Enrico II di Champagne, il quale, alla sua morte avvenuta nel 1197, era conte di Champagne e re di Gerusalemme e aveva tre figlie in tenera età, Maria (che morì giovane, nel 1205), Alice, e Filippa, che vivevano in Palestina con la madre, Isabella di Lusignano, regina di Gerusalemme, mentre re Filippo II aveva concesso la contea di Champagne al fratello del defunto Enrico II, Tebaldo III di Champagne.

La contestazione iniziò durante il periodo della reggenza della madre: mentre Alice era divenuta regina di Cipro, la sorella più giovane, Filippa che nel 1214 aveva sposato Erardo I di Brienne, l'anno dopo assieme al marito aveva lasciato la Palestina per raggiungere la contea di Champagne, dove parecchi nobili appoggiavano la sua richiesta di ottenere il titolo. Con l'arrivo di Filippa ed Erardo iniziò una contestazione che durò per tutto il periodo della reggenza di Bianca e nel 1216 sfociò in guerra aperta (guerra di successione di Champagne); il conflitto si concluse nel 1221, quando Erardo, ammessa la sconfitta militare, rinunciò a ogni pretesa mentre Filippa chiedeva un risarcimento che Bianca non era in grado di pagare. Nel 1222 Tebaldo IV, arrivato alla maggiore età e subentrato alla madre, pare che pagasse un'indennità alla cugina, per indurla a rinunciare a ogni diritto di successione; l'argomento viene ampiamente trattato da Henri d'Arbois de Jubainville.
Tebaldo in quel periodo, fu fidanzato alla principessa di Scozia Margherita, figlia del re di Scozia Guglielmo I il Leone e di Ermengarda de Beaumont, come riportato dal The matrilineal descent of Queen Victoria. 

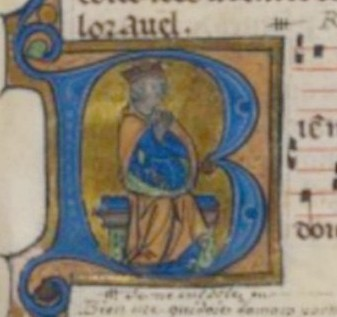
Miniatura di Tebaldo I di Navarra

Nel mese di maggio 1220 Tebaldo sposò Gertrude de Dabo, vedova del duca Teobaldo I di Lorena, e unica figlia ed erede di Alberto II di Dabo-Moha, nella speranza di appropriarsi della contea; il tentativo fu vano in quanto il matrimonio fu annullato due anni dopo, come riporta Alberico delle Tre Fontane. Gertrude fu ripudiata adducendone la sterilità, e in terze nozze sposò Simone di Leiningen, come riporta il Richeri Gesta Senoniensis Ecclesiæ.
Nel 1222 Tebaldo sposò in seconde nozze Agnese di Beaujeu, sorella di Umberto V di Beaujeu e figlia di Guiscardo IV signore di Beaujeu e cugina di Luigi, figlio del re Filippo Augusto, in quanto la madre di Agnese, Sibilla, era la sorella minore di Isabella, madre del futuro Luigi VIII e nonna di Luigi il Santo.

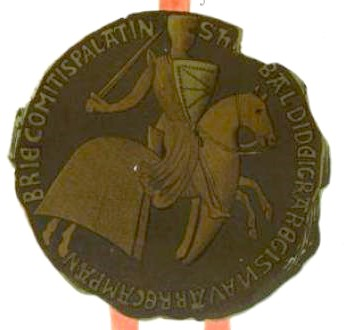
Sigillo del conte e della contessa di Champagne

Carta politica della Terra santa dal 1229 al 1241.

Nel 1224 Tebaldo partecipò alle campagne di Luigi VIII contro gli inglesi e all'assedio di La Rochelle e anche alla crociata contro gli Albigesi.
Nel 1225 Tebaldo si era recato nel regno di Navarra, per essere riconosciuto erede del re, Sancho VII, ma secondo il Diccionario biográfico español, Real Academia de la Historia, la nobiltà gli preferì un figlio illegittimo di Sancho VII, Guglielmo, che aveva l'appoggio del fratellastro, Ramiro (illegittimo e vescovo di Pamplona, come riporta anche Alberico delle Tre Fontane.
Nel 1228 Tebaldo era stato, con l'approvazione del conte di Tolosa Raimondo VII, tra gli estensori del trattato di Parigi, approvato nel 1229, che mise fine alla Crociata albigese.
Dopo la morte del re di Francia Luigi VIII, avvenuta nel 1226, Tebaldo aveva fatto parte di un gruppo di nobili che, non avendo gradito che la reggenza fosse stata affidata alla regina madre, una donna oltretutto straniera, Bianca di Castiglia (reggente per il figlio minorenne Luigi IX il Santo), cercò di destabilizzare il regno di Francia; l'appoggio di Tebaldo alla rivolta fu incostante, inoltre fu preso da un amore platonico per la regina madre (cominciò a scrivere per lei poesie e canzoni tanto che fu chiamato anche Thibaut le Chansonnier) e nel 1228/1229 lo troviamo al fianco di Bianca di Castiglia. I baroni cospiratori, non perdonando al conte Tebaldo di essersi schierato al fianco della regina, invasero la contea di Champagne, e insinuarono che l'amore di Tebaldo per Bianca di Castiglia non fosse solo platonico, facendo circolare la diceria che Tebaldo fosse l'amante della regina e si sospettò che non fosse estraneo alla morte per dissenteria del re Luigi VIII durante la crociata albigese (circolava la voce che al re fosse stata propinata qualche sostanza che causò la forte dissenteria).
I baroni ribelli, nel 1230, attaccarono e saccheggiarono nuovamente la contea di Champagne e solo l'intervento dell'esercito regio, in cui militava il giovane re Luigi il Santo, fermò la devastazione.
Nel 1231, come riporta Il monaco Alberico delle Tre Fontane, Tebaldo rimase vedovo di Agnese.

Dopo la morte della seconda moglie, Agnese, Tebaldo si fidanzò con Iolanda di Bretagna, figlia del suo compagno di rivolta e cospirazione Pietro Mauclerc e di Alice di Thouars; contro tale fidanzamento si pronunciarono sia il re di Francia Luigi IX, che papa Gregorio IX, con una bolla datata Rieti Aprile 1232.
Andato a monte il fidanzamento con Iolanda, nel marzo 1232, Tebaldo  si impegnò a spossare Margherita, che, secondo la Chronica Albrici Monachi Trium Fontium, era la figlia secondogenita del Signore di Borbone, Arcimbaldo VIII e di Beatrice di Montluçon, che era figlia di Arcimbaldo signore di Montluçon e di Beatrice, figlia di Dreux di Mello Signore di Saint-Bris.

Il matrimonio fu celebrato in quello stesso anno, a settembre, procurandogli l'odio di alcuni nobili, con cui aveva legato negli anni precedenti.
Sua cugina, Alice di Champagne, che era stata regina consorte di Cipro ma aveva dovuto lasciare l'isola e si era trasferita in Palestina, nel 1231 lasciata la Terra santa raggiunse la contea e, ritenendo di poter accampare diritti sulla contea di Champagne, con l'appoggio di molti nobili della contea riprese la contestazione contro il cugino. Tebaldo, onde evitare di cominciare una nuova guerra di successione, tra il 1232 e il 1233 dovette tacitare anche Alice di Champagne, pagando una cifra notevole (40.000 libbre), che fu prelevata dalle casse regie per volere di Bianca di Castiglia e di suo figlio Luigi IX il Santo. Tebaldo IV in cambio aveva ceduto al re di Francia i diritti sulle contee di Blois, di Sancerre e Châteaudun.
Il 7 aprile 1234 Tebaldo dopo la morte del fratello di sua madre Bianca, il re di Navarra Sancho VII il Forte, essendo deceduti i figli illegittimi di Sancho VII, fu scelto come re dai navarresi. Si recò a Pamplona per l'incoronazione, seguito da alcuni nobili della contea di Champagne ai quali diede diversi incarichi; per mantenere la corona si dovette alleare con i regni di Aragona, Inghilterra e Castiglia e per avere l'appoggio di quest'ultimo dovette negoziare il matrimonio di sua figlia Bianca con il futuro re di Castiglia Alfonso X il Saggio, anche se poi il matrimonio non fu mai celebrato.
Dopo che Luigi IX era divenuto maggiorenne (1234), Tebaldo organizzò con il duca di Bretagna, Pietro Mauclerc, un'ultima cospirazione ma nel 1236, per chiedere il perdono del re, fu convocato alla corte di Parigi, dove il giovane fratello del re, Roberto, gli fece gettare in testa dello sterco, umiliandolo e ridicolizzandolo.
 Tebaldo rientrò in Navarra e pur ritornando in Francia di tanto in tanto per seguire il governo della sua contea, non si interessò più alla politica del regno di Francia.
Nel 1238 Tebaldo ebbe il comando di un esercito crociato in Terra santa (la cosiddetta crociata del 1239 indetta da papa Gregorio IX), che arrivò a San Giovanni d'Acri, il 1º settembre 1239; si diresse immediatamente verso sud, per attaccare Ascalona e Gaza ma i crociati vennero sconfitti. Pur essendo stato sconfitto, i contrasti tra i musulmani gli permisero di firmare una pace grazie alla quale mantenne il possesso di Gerusalemme, Betlemme e Ascalona, come riporta lo storico britannico, Steven Runciman nel suo A History Of The Crusades Vol-iii.

Tebaldo, assieme ai suoi Crociati, lasciò la Terra santa nel 1240 e fu rimpiazzato dal fratello del re d'Inghilterra Enrico III, Riccardo di Cornovaglia; anche Riccardo di Cornovaglia non riuscì a ottenere un significativo successo per le continue dispute tra i vari ordini militari e ben presto fece ritorno in patria.

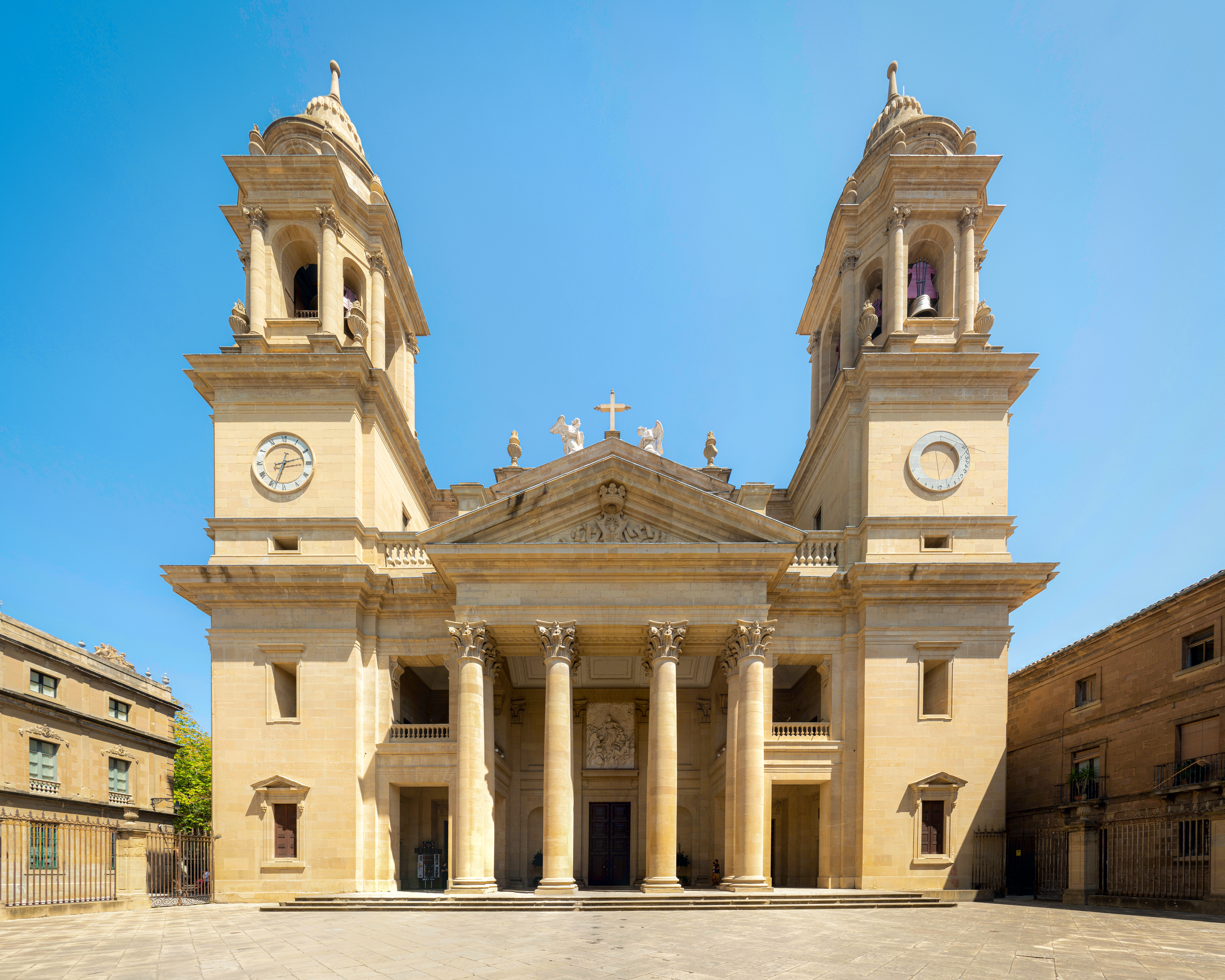
La cattedrale di Santa Maria di Pamplona

Tebaldo, dopo il 1240, passò il tempo del suo regno tra la Navarra e la contea di Champagne, mantenendosi leale nei confronti del re di Francia Luigi IX; non ebbe buoni rapporti con il vescovo di Pamplona, Pedro Jiménez de Gazólaz, e rifiutò sempre i tribunali papali, ma il papa gli concesse uno speciale privilegio in base al quale nessuno avrebbe potuto scomunicarlo senza il permesso papale.
Tebaldo, al ritorno di uno dei suoi viaggi in Champagne, morì a Pamplona, dove venne inumato, nel luglio del 1253, come riporta la "Corónicas" Navarras (Anno Domini M. CC. L. III., VIII Idus Iulii obiit apud Pampilonam dignus mrmoria Teobaldus serenissimus rex Navarre et comes palatinus Campanie atque Brie).
Tebaldo fu di natura melanconica, più adatto alla poesia che all'arte di governo.
Fu l'autore di 71 composizioni liriche diverse (tra cui 37 canzoni d'amore) nelle quali dimostra grandi capacità tecniche e verbali (giochi di parole, metafore, allegorie ecc..) e anche una certa disinvoltura ironica della poesia cortese.
Tebaldo di Champagne fu il trovatore più celebre del suo tempo e fu definito da Dante, nel secolo seguente, un precursore del De vulgari eloquentia.

## Discendenza
Tebaldo da Gertrude non ebbe figli.
Tebaldo e Agnese ebbero una figlia:
- Bianca (1225 – 1283)[27], che sposò nel 1236 Giovanni I il Rosso duca di Bretagna.

Tebaldo e Margherita ebbero sei figli:
- Eleonora (1233), morta giovane;
- Tebaldo (1239 – 1270), conte di Champagne e re di Navarra dal 1253 al 1270, sposò Isabella di Francia, come riporta la Chronique anonyme des rois de France[44] ;
- Margherita (1240 - 1307), che sposò nel 1255 Federico III († 1302) duca di Lorena[45]
- Pietro, morto nel 1257
- Beatrice (1242 – 1295), che sposò nel 1258 Ugo IV (1212 – 1272), duca di Borgogna[46]
- Enrico I il Grosso (1244 – 1274), conte di Champagne e re di Navarra dal 1270 al 1274, come conferma la Cronaca di Guglielmo di Nangis (Henricus rex Navarræ comesque Campaniæ)[47].

Tebaldo ebbe anche quattro figli illegittimi, da amanti di cui non si conosce né il nome né gli ascendenti:
- Elida (? - 1242) che fu fidanzata con il signore di Albarracín, Álvaro Pérez de Azagra
- Ines che sposò, nel 1243, il signore di Albarracín, Álvaro Pérez de Azagra
- Guglielmo (1226 - 1267)
- Berenguela, badessa di San Pedro de Ribas.

## Ascendenza
|                            |                              |                          | Genitori                              |  |  | Nonni |  |  | Bisnonni                |  |  | Trisnonni           |  |
|                            |                              |                          |                                       |  |  |       |  |  | Tebaldo II di Champagne |  |  | Stefano II di Blois |  |
|                            |                              |                          |                                       |  |  |       |  |  | Tebaldo II di Champagne |  |  | Stefano II di Blois |  |
|                            |                              | Adele d'Inghilterra      |                                       |  |  |       |  |  | Tebaldo II di Champagne |  |  |                     |  |
| Enrico I di Champagne      |                              |                          |                                       |  |  |       |  |  | Tebaldo II di Champagne |  |  |                     |  |
|                            |                              | Mathilde di Carinzia     | Enghelberto II d'Istria               |  |  |       |  |  |                         |  |  |                     |  |
|                            |                              | Mathilde di Carinzia     | Enghelberto II d'Istria               |  |  |       |  |  |                         |  |  |                     |  |
|                            |                              | Mathilde di Carinzia     | Ute di Passau                         |  |  |       |  |  |                         |  |  |                     |  |
| Tebaldo III di Champagne   |                              | Mathilde di Carinzia     |                                       |  |  |       |  |  |                         |  |  |                     |  |
|                            |                              | Luigi VII di Francia     | Luigi VI di Francia                   |  |  |       |  |  |                         |  |  |                     |  |
|                            |                              | Luigi VII di Francia     | Luigi VI di Francia                   |  |  |       |  |  |                         |  |  |                     |  |
|                            |                              | Luigi VII di Francia     | Adelaide di Savoia                    |  |  |       |  |  |                         |  |  |                     |  |
| Marie di Francia           |                              | Luigi VII di Francia     |                                       |  |  |       |  |  |                         |  |  |                     |  |
|                            |                              | Eleonora d'Aquitania     | Guglielmo X di Aquitania              |  |  |       |  |  |                         |  |  |                     |  |
|                            |                              | Eleonora d'Aquitania     | Guglielmo X di Aquitania              |  |  |       |  |  |                         |  |  |                     |  |
|                            |                              | Eleonora d'Aquitania     | Aénor di Châtellerault                |  |  |       |  |  |                         |  |  |                     |  |
| Tebaldo I di Navarra       |                              | Eleonora d'Aquitania     |                                       |  |  |       |  |  |                         |  |  |                     |  |
|                            | García IV Ramírez di Navarra | Ramiro Sánchez di Monzón |                                       |  |  |       |  |  |                         |  |  |                     |  |
|                            | García IV Ramírez di Navarra | Ramiro Sánchez di Monzón |                                       |  |  |       |  |  |                         |  |  |                     |  |
|                            | García IV Ramírez di Navarra | Cristina Rodríguez       |                                       |  |  |       |  |  |                         |  |  |                     |  |
| Sancho VI di Navarra       | García IV Ramírez di Navarra |                          |                                       |  |  |       |  |  |                         |  |  |                     |  |
|                            |                              | Margherita de l'Aigle    | Gilbert de L'Aigle                    |  |  |       |  |  |                         |  |  |                     |  |
|                            |                              | Margherita de l'Aigle    | Gilbert de L'Aigle                    |  |  |       |  |  |                         |  |  |                     |  |
|                            |                              | Margherita de l'Aigle    | Julienne du Perche                    |  |  |       |  |  |                         |  |  |                     |  |
| Blanca di Navarra          |                              | Margherita de l'Aigle    |                                       |  |  |       |  |  |                         |  |  |                     |  |
|                            |                              | Alfonso VII di León      | Raimondo di Borgogna                  |  |  |       |  |  |                         |  |  |                     |  |
|                            |                              | Alfonso VII di León      | Raimondo di Borgogna                  |  |  |       |  |  |                         |  |  |                     |  |
|                            |                              | Alfonso VII di León      | Urraca di Castiglia                   |  |  |       |  |  |                         |  |  |                     |  |
| Sancha di León e Castiglia |                              | Alfonso VII di León      |                                       |  |  |       |  |  |                         |  |  |                     |  |
|                            |                              | Berengaria di Barcellona | Raimondo Berengario III di Barcellona |  |  |       |  |  |                         |  |  |                     |  |
|                            |                              | Berengaria di Barcellona | Raimondo Berengario III di Barcellona |  |  |       |  |  |                         |  |  |                     |  |
|                            |                              | Berengaria di Barcellona | Dolce I di Provenza                   |  |  |       |  |  |                         |  |  |                     |  |
|                            |                              | Berengaria di Barcellona |                                       |  |  |       |  |  |                         |  |  |                     |  |

### Fonti primarie
- (LA)  Matthæi Parisiensis, monachi Sancti Albani, Chronica majora, vol I.
- (LA)  Matthæi Parisiensis, monachi Sancti Albani, Chronica majora, vol II.
- (LA)  Obituaires de la province de Sens. Tome I.
- (LA)  Obituaires de la province de Sens. Tome 2.
- (FR)  Les chansons de Thibaut de Champagne, roi de Navarre. Édition critique publiée par A. Wallensköld.
- (LA)  Monumenta Germanica Historica, tomus XXIII.
- (LA)  Monumenta Germanica Historica, tomus XXIII.
- (LA)  Monumenta Germanica Historica, tomus XXV.
- (LA)  #ES Les Registres de Grégoire IX (Paris), Tome I.
- (LA)  #ES "Corónicas" Navarras.
- (PT)  Nobiliario de D. Pedro Conde de Barcelos hijo del Rey D. Dionis de Portugal.
- (EN)  #ES Memoirs or Chronicle of The Fourth Crusade and The Conquest of Constantinople.
- (LA)  Recueil des historiens des Gaules et de la France. Tome 21.
- (LA)  Chronique de Guillaume de Nangis/Règne de Philippe III le Hardi (1270-1285).
- (FR)  #ES Histoire généalogique des ducs de Bourgogne de la maison de France

### Letteratura storiografica
- D.M. Nicol, "La quarta crociata e gli imperi greco e latino, 1204 - 1261", cap. XIV, vol. III in Storia del mondo medievale, 1999, pp. 503–558
- Charles Lethbridge Kingsford, Il regno di Gerusalemme, 1091-1291, cap. XXI, vol. IV, in «Storia del mondo medievale», 1999, pp. 757–782
- Frederick Maurice Powicke, I regni di Filippo Augusto e Luigi VIII di Francia, cap. IXX, vol. V, in Storia del mondo medievale, 1999, pp. 776–828;
- Charles Petit-Dutaillis, Luigi IX il Santo, cap. XX, vol. V, in Storia del mondo medievale, 1999, pp. 829–864.
- Rafael Altamira, La Spagna (1031-1248), cap. XXI, vol. V, in Storia del mondo medievale, 1999, pp. 865–896;
- (FR)  Lobineau, G. A. (1707) Histoire de Bretagne (Paris), Tome I.
- (FR)  Auvray, L. (1896) Les Registres de Grégoire IX (Paris), Tome I.
- (FR)  HISTOIRE ECCLESIASTIQUE ET CIVILE DE LORRAINE, QUI COMPREND CE QUI..., Volume 2.
- (FR)  #ES Histoire des ducs et des comtes de Champagne.
- (EN)  #ES A History Of The Crusades Vol-iii.